# Jan Thoresen
Jan Thoresen, född den 1 december 1968 i Oslo, Norge, är en norsk curlingspelare.
Han tog OS-brons i herrarnas curlingturnering i samband med de olympiska curlingtävlingarna 1998 i Nagano.